# Viva Litfiba Live
Viva Litfiba Live è un live non ufficiale (in quanto non autorizzata dalla band) dei Litfiba pubblicata il 25 gennaio 1999 dalla Warner Music Italy. L'album include unicamente brani eseguiti Live dal gruppo nel periodo 1987-1991, quando ancora era sotto le etichette discografiche CGD/Warner

## Tracce
1. Resta[1] - 3:03
2. Tex[2] - 4:24
3. Lulù & Marlène[2] - 4:14
4. Ballata[1] - 4:44
5. Come un dio[2] - 4:12
6. Cangaceiro[2] - 4:25
7. Pioggia di luce[2] - 3:43
8. Re del silenzio[1] - 5:15
9. Apapaia[1] - 4:50
10. Gira nel mio cerchio[2] - 3:55
11. Tequila[2] - 1:39
12. Ci sei solo tu[3] - 5:01
13. Cane[3] - 4:18
14. Louisiana[2] - 7:23

## Curiosità
- In questo live la versione ribattezzata "Dio" nell'album Pirata ha invece il titolo originale "Come un Dio".
- L'inizio del brano Resta è preceduto da Piero Pelù che grida Litfiba!, urlo che nell'album di origine "Pirata" segue la conclusione del brano Tequila